# Charles Hitchcock Adams
Charles Hitchcock Adams, ameriški ljubiteljski astronom, * 25. maj 1868, Belmont, Kalifornija, ZDA, † 8. avgust 1951, San Francisco, Kalifornija, ZDA.

## Življenje in delo
Charles se je rodil kot zadnji od petih otrok Williama in Cassandre Adams. V letu 1886 je začel študirati kemijo na Univerzi Kalifornije. V drugem letniku je očetov posel zaradi naravnih dogodkov utrpel velike izgube in Charles je zapustil univerzo da bi pomagal pri prenovitvi posla.
Naslednja leta je preživel na družinskem posestvu in postal zavarovalniški agent. Opravljal je tudi pisarniška dela, v glavnem za Merchants' Exchange Association. V letu 1917 je postal izvršni tajnik združenja in opravljal to delo vse do leta 1940. Stanje družinske posesti se je sčasoma uredilo.
Ko je prejel 76 mm (3 palčni) daljnogled, je začel z opazovanjem neba in se pridružil Tihomorskemu astronomskemu društvu. Leta 1915 je postal tajnik in blagajnik društva, kar je opravljal vse do svoje upokojitve leta 1950.
Poročen je bil z Olive Bray. V zakonu se je rodil sin Ansel Easton, priznani fotograf in okoljevarstvenik. Charlesova žena je umrla leta 1950 po bolezni, zaradi katere je postala invalidka.

## Priznanja

### Poimenovanja
Po njem, Johnu Couchu Adamsu in Walterju Sydneyju Adamsu se imenuje krater Adams na Luni.